# ستار كينغ (برنامج تلفزيوني)
ستار كينغ((هانغل: 놀라운 대회 스타킹)) هو برنامج تلفزيوني كوري جنوبي، تم بثه لأول مرة في 13 يناير 2007، على شبكة إس بي إسSBS. ستار كينغ هو أول برنامج تلفزيوني في كوريا الذي يشتغل على الإنترنيت والتلفزيون في آن واحد.

## الشكل
العرض يتكون من أربعة أجزاء:
- Only This / 딸랑 이거:
- يضم الأشخاص الذين لديهم روح الدعابة أو مهرات غير عادية.
- Train Me! / 키워주세요:
- للمتسابقين الذين يبحثون أن يكونوا مشهورين.
- Diet King / 다이어트 킹:
- يركز على الأشخاص الذين يحاولون انقاص الوزن. شون لي، الفائز السابق، خسر تقريبا 40 كيلو غرام في 60 يوما.[1]

المشاهدين يحميلون مقاطع الفيديو للأحداث الغير العادية، والقصص على الموقع الرسمي. الأشخاص والحيوانات مع موهبة غير عادية، ومن ثم يدعون إلى البرنامج بعد اختيارحم من تلك الفيديوهات. يصوت الجمهور لشخص المفضل لديه، للفيديو أو القصة وتمنح الجائزة إلى المتسابق الموهوب الذي تلقى أكبر عدد من الأصوات.
الحلقات تتميز عادة بأشخاص من مختلف البلدان، بما في ذلك البرازيل، منغوليا وكينيا. المشاركون هم من جميع الأعمار.

## وصلات خارجية
- ستار كينغ الصفحة الرسمية (بالكورية)
- ستار كينغ . على يوتيوب